# Margareta Wallin-Kylander
Hilma Margareta Wallin-Kylander, född Wallin 26 mars 1912 i Bringetofta, Jönköpings län, död 30 juli 1990 i Oscars församling i Stockholm, var en svensk målare.
Hon var dotter till kvarn- och sågverksägaren Johan Wallin och Josefina Lagerquist samt från 1958 gift med Hadar Kylander. Hon studerade konst för Waldemar Lorentzon i Halmstad 1945–1946 och vid konstakademien i Florens 1948. Hon var bosatt i Paris 1950–1956 och passade då på att studera för  André Lhote vid Académie Julian. Efter Frankriketiden reste hon på kombinerade studie- och målarresor till bland annat Spanien, Portugal och Grekland. Separat ställde hon bland annat ut i Eksjö, Tranås, Malmö, Linköping och ett flertal gånger i Eskilstuna. Tillsammans med Ulla Cassland och Stina Thomée ställde hon ut i Östersund och tillsammans med Birger Jönsson i Sävsjö samt i Köping tillsammans med KE Billström. Hon var representerad i utställningen Eskilstunakonstnärer som visades i Erlangen i Tyskland, Esbjerg i Danmark och Stavanger i Norge. Hon medverkade i Stockholmssalongerna på Liljevalchs konsthall i Stockholm samt samlingsutställningar med provinsiell konst. Hennes konst består av stilleben, djurmåleri, människoskildringar, stadsskildringar, landskapsmålningar  och religiösa motiv utförda i olja. Wallin-Kylander är representerad vid Eskilstuna kommun, Mobile Art Museum i Alabama och Katolska kyrkan i Eskilstuna. Hon är begravd på S:t Eskils kyrkogård utanför Eskilstuna.    